# Arnold Schönberg

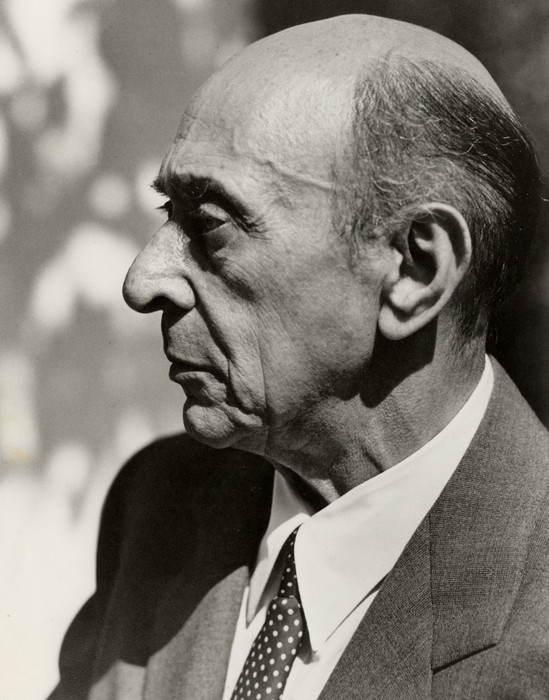
Schönberg in Los Angeles, etwa 1948

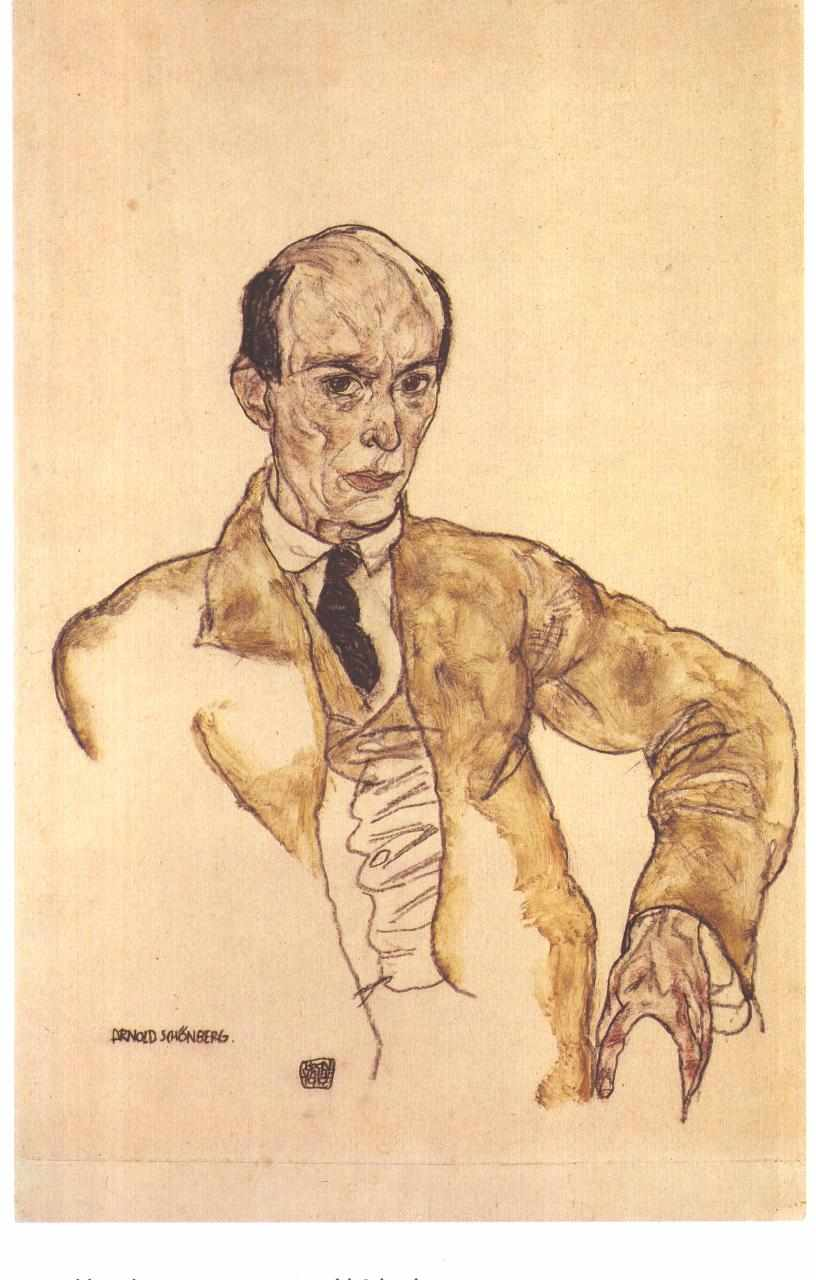
Arnold Schönberg, porträtiert von Egon Schiele, 1917

Arnold Schönberg (* 13. September 1874 in Wien; † 13. Juli 1951 in Brentwood, Los Angeles) war ein österreichischer Komponist, Musiktheoretiker, Kompositionslehrer, Maler, Dichter und Erfinder. Er stammte aus einer jüdischen Familie, wirkte ab 1901 abwechselnd in Berlin und Wien, emigrierte 1933 in die USA und nahm 1941 die Staatsbürgerschaft der Vereinigten Staaten an. Nach seiner Emigration schrieb er seinen Namen Arnold Schoenberg.
Schönberg gilt zusammen mit Igor Strawinsky als „einer der einflussreichsten Komponisten des frühen 20. Jahrhunderts nach Claude Debussy“ und war die zentrale Gestalt der Zweiten Wiener Schule (auch Wiener atonale Schule). Ihr Bestreben, „die Tonalität in ihrer spätromantischen Erscheinungsform konsequent zu Ende“ zu denken, mündete nach Aufgabe der Dur-Moll-Tonalität zwischen 1906 und 1909 beziehungsweise zwischen 1904 und 1911 in die Zwölftontechnik. Schönberg entwickelte um 1920 parallel zum weniger bekannten Josef Matthias Hauer die theoretische Formulierung dieser neuen Kompositionstechnik, die später zur seriellen Musik weiterentwickelt und von zahlreichen Komponisten der Neuen Musik aufgegriffen wurde. In der Villa Josef in Traunkirchen komponierte Arnold Schönberg im Juli 1921 mit dem Praeludium der Klaviersuite op. 25 das erste Stück in der von ihm entwickelten Zwölftontechnik.

## Leben

### Bis zum Ersten Weltkrieg

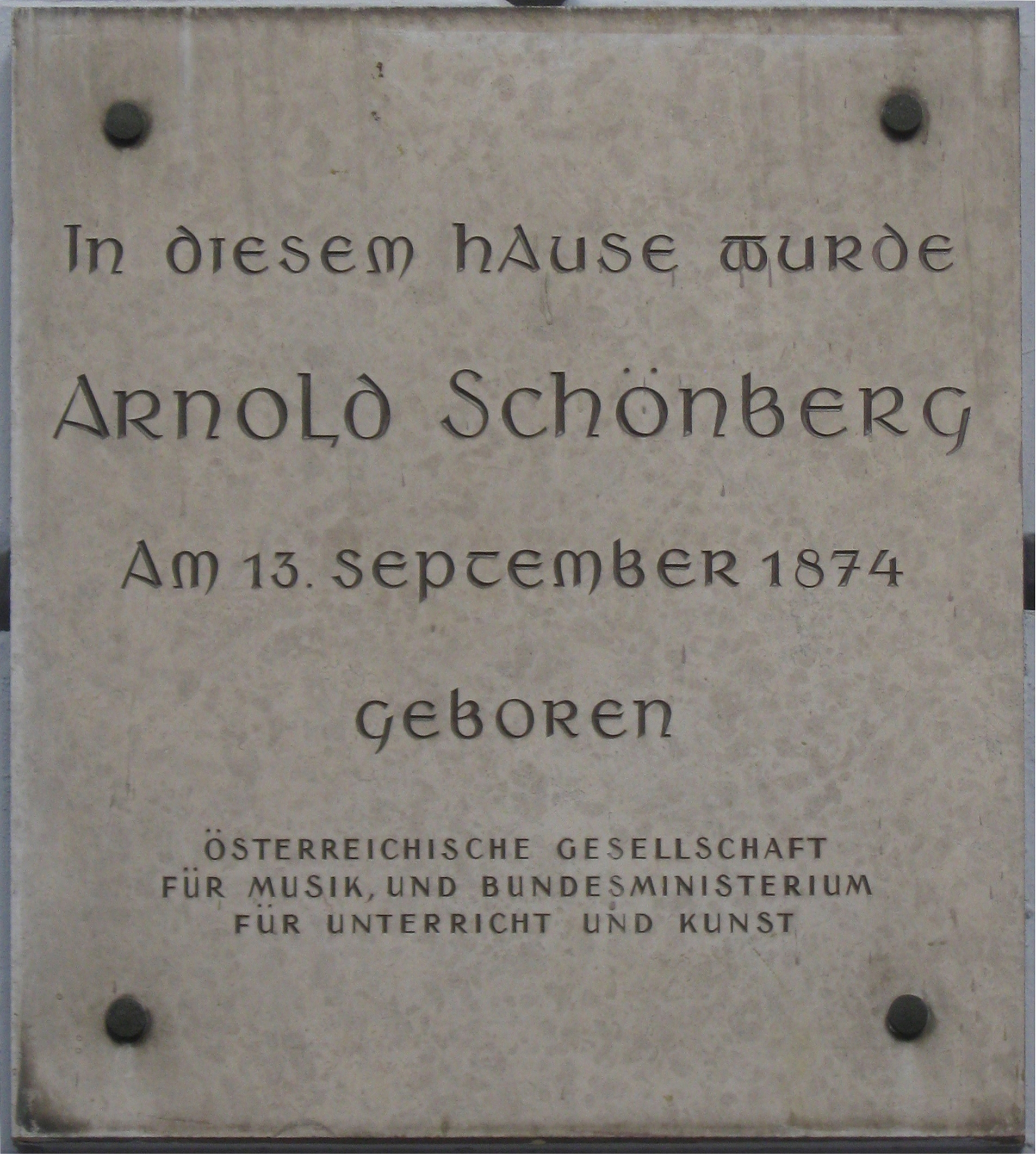
Gedenktafel an seinem Geburtshaus

Arnold Schönbergs Vater, der Schuhmacher Samuel Schönberg, wurde am 20. September 1838 im ungarischen Szécsény (Kaisertum Österreich) geboren; er lebte ab 1852 in Wien, wo er am 31. Dezember 1889 starb. Die Mutter Pauline wurde am 7. April 1848 in Prag als Pauline Nachod geboren und wuchs in Prag auf. Sie starb am 12. Oktober 1921 in Berlin. Arnold Schönberg kam im Haus Brigittenau 393 im Wiener Gemeindebezirk Leopoldstadt zur Welt (heute: Obere Donaustraße 5). Er hatte zwei jüngere Geschwister; der Ingenieur Arthur Schönberg war sein Cousin.
Schönbergs musikalischer Werdegang begann nach eigenen Worten bereits mit neun Jahren als Violinist und kompositorischer Autodidakt. Er besuchte die Realschule in der Vereinsgasse in der Leopoldstadt. In dieser Zeit komponiert er Märsche und Polkas. Nach dem Tod seines Vaters 1889 war er gezwungen, für den Unterhalt der Familie zu sorgen. Er verließ die Schule am 20. Januar 1890 und begann eine Lehre als Angestellter in der Wiener Privatbank Werner & Co. Seiner Begeisterung für Musik konnte er in diesen Jahren nur als Zaungast bei Freiluftkonzerten im Augarten sowie im Wiener Prater nachgehen; einen Teil seines Lohns investierte er in zahlreiche Opernbesuche, bei denen er vor allem die Bühnenwerke von Richard Wagner bevorzugte.
Eigenen Erinnerungen zufolge verdankte Schönberg seine konsequente künstlerische Entwicklung drei Personen: Zum einen war es Oskar Adler, der ihm Grundkenntnisse in Musiktheorie, Poesie und Philosophie vermittelte, zum andern David Josef Bach, der in Schönberg ein breites Bewusstsein für Ethik, Moral sowie den „Widerstand gegen Gewöhnlichkeit und Allerweltsvolkstümlichkeit“ weckte, und schließlich seinem späteren Schwager Alexander von Zemlinsky, den Schönberg 1895 durch den Eintritt als Cellist in das Amateurorchester „Polyhymnia“ kennenlernte. Der Dirigent erkannte das Talent Schönbergs und verhalf ihm 1898 zur (erfolgreichen) Aufführung des ersten Streichquartetts in D-Dur (ohne Opuszahl). Schönberg nahm einige Monate Kompositionsunterricht bei Zemlinsky. Nach eigener Aussage lernte er das meiste aber durch das Studium der Werke großer Komponisten – vor allem Brahms, Wagner, Mahler, Bach und Mozart.
Durch Zemlinsky konnte Schönberg im Musikleben von Wien und seiner Umgebung Fuß fassen. Nach der Kündigung des Bankpostens übernahm er Dirigate beim Mödlinger Gesangsverein „Freisinn“, dem Männergesangsverein Meidling sowie die Chormeisterstelle des Metallarbeiter-Sängerbunds Stockerau.
Am 7. Oktober 1901 heiratete Schönberg Zemlinskys Schwester Mathilde (1877–1923) auf einem Standesamt in Preßburg, nachdem diese bereits im Frühjahr 1901 schwanger geworden war. Die kirchliche Trauung fand elf Tage später in der Lutherischen Stadtkirche in der Dorotheergasse in Wien statt. Arnold Schönberg und Mathilde Zemlinsky hatten zwei Kinder, Gertrud (1902–1947) und Georg (1906–1974). Richard Gerstl, der Schönberg bei seiner Malerei unterstützte, hatte ein Verhältnis mit Mathilde.

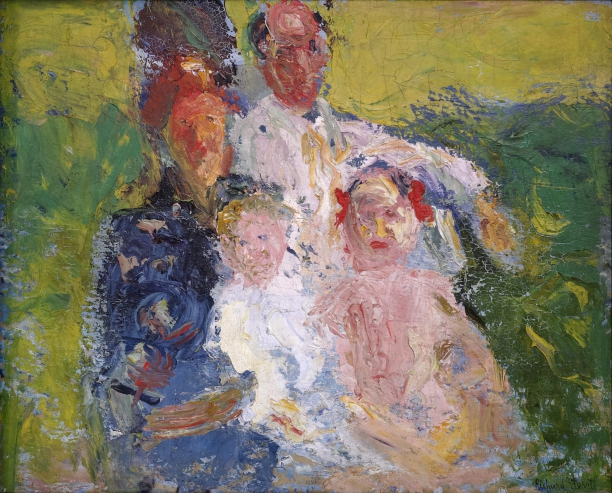
Die Familie Schönberg, Ölbild von Richard Gerstl, 1907

Schönbergs erste Schülerin war Vilma von Webenau. Sie nahm bei ihm seit 1898/99 Harmonielehre- und Kompositionsunterricht und folgte ihm bei seiner Übersiedlung nach Berlin im Dezember 1901. Er folgte einem Ruf Ernst von Wolzogens und übernahm vorübergehend die musikalische Leitung des im Januar 1901 gegründeten literarischen Kabaretts Überbrettl. Ende 1902 versuchte Richard Strauss durch Vermittlung bei dem Direktor des Stern’schen Konservatoriums Gustav Hollaender für Schönberg eine Anstellung bei dieser wichtigen Ausbildungsstätte zu erwirken. Es war geplant, ab 1. Januar 1903 für Schönberg eine kleine Klasse einzurichten, wozu es aber wahrscheinlich nicht mehr kam. Im Spätsommer 1903 kehrte Schönberg nach Wien zurück, wo er persönliche Bekanntschaft mit Gustav Mahler machte.
1904 war er Mitbegründer der Vereinigung schaffender Tonkünstler; Anton Webern und Alban Berg wurden seine Schüler.

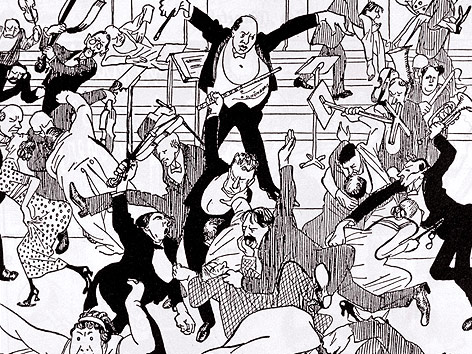
Watschenkonzert, Karikatur in der Wiener Zeit vom 6. April 1913

Die darauf folgenden Jahre bis zum Ausbruch des Ersten Weltkriegs waren vom Schaffen bedeutender Werke geprägt: Es entstanden seine beiden ersten Streichquartette und die 1. Kammersinfonie (1906, UA 1907), deren Uraufführungen von Skandalszenen begleitet wurden, die Gurre-Lieder und seine Harmonielehre (1911) sowie Pierrot Lunaire (1912); berühmt wurde das von ihm geleitete Skandal- oder Watschenkonzert vom 31. März 1913.

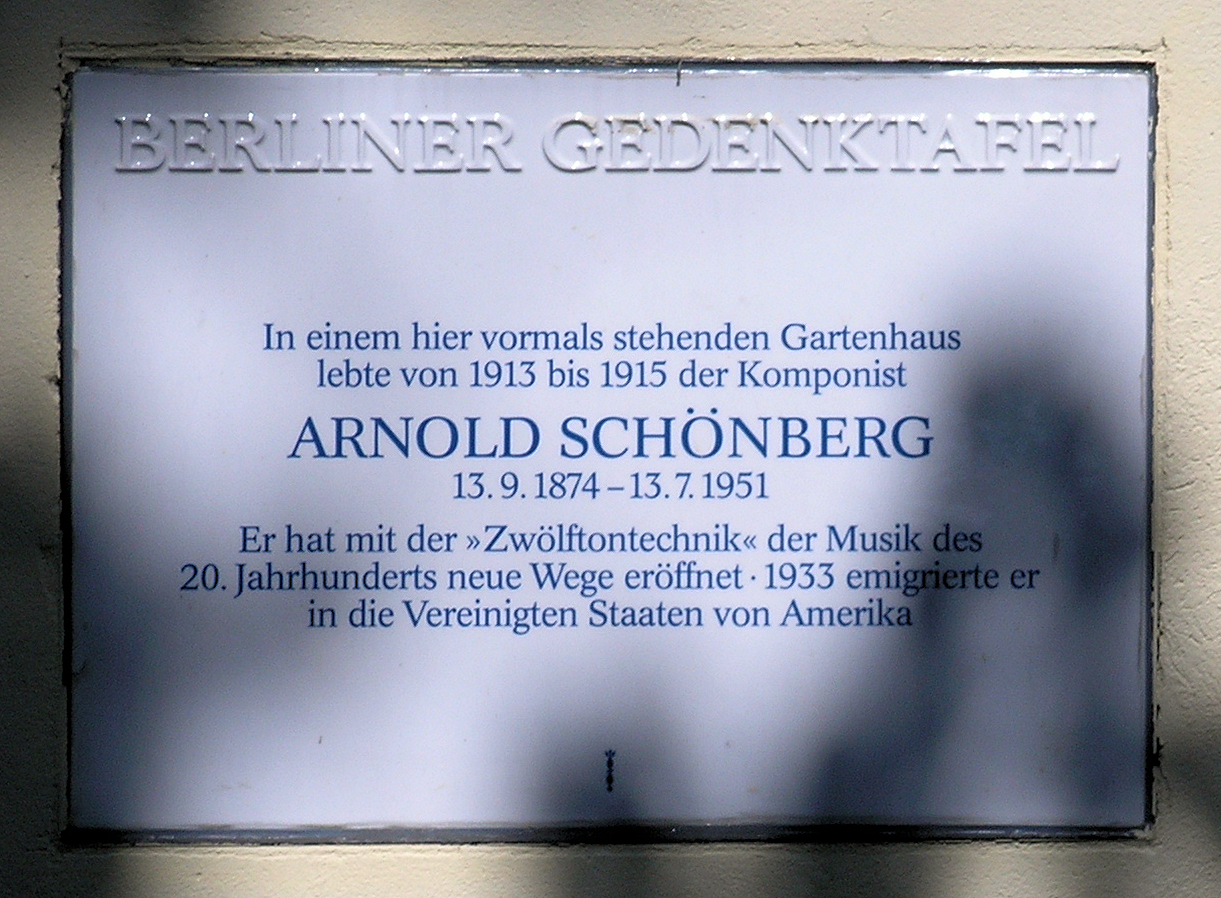
Berliner Gedenktafel am Haus Sembritzkistraße 33/33 A in Berlin-Steglitz

1910 wurde seine Bewerbung um eine Kompositionsprofessur an der Wiener Akademie abgelehnt, worauf er ein Jahr später als Dozent an das Stern’sche Konservatorium nach Berlin zurückkehrte. 1915 wurde er zum Militär einberufen und als Reserveoffizier ausgebildet. Zunächst wurde Schönberg jedoch zurückgestellt, um 1917 erneut einberufen zu werden. Er absolvierte seinen Dienst in einer Militärkapelle. Schönberg schloss sich im Krieg, zumindest im privaten Briefwechsel mit Alma Mahler, dem Nationalismus seiner Landsleute an.

### Nach dem Ersten Weltkrieg
Nach Kriegsende zog Schönberg 1918 nach Mödling nahe Wien in die Bernhardgasse 6. Die Villa war von 1918 bis 1925 der Wohnsitz des Komponisten und ist gegenwärtig als Schönberg-Haus bekannt. Am 23. November 1918 gründete er in Wien den „Verein für musikalische Privataufführungen“, der sich die Aufgabe gestellt hatte, neue und/oder von Schönberg und seinem Kreis als wichtig erachtete Werke aufzuführen und in dessen Umfeld 1922 auch die Internationale Gesellschaft für Neue Musik (IGNM/ISCM) gegründet wurde. Zahlreiche Komponisten wie Bartók, Busoni, Debussy, Mahler, Pfitzner, Ravel, Reger, Skrjabin, Strauss und Strawinsky waren mit ihren Kompositionen in den Konzertprogrammen des Vereins vertreten. Die Aufführung sinfonischer Werke erfolgte in zum Teil heute noch gespielten Bearbeitungen für Kammerensemble.
In Mödling unterrichtete er zu Hause (teilweise unentgeltlich) viele später bekannte Musiker und Komponisten, darunter Hanns Eisler, Rudolf Kolisch, Erwin Ratz, Max Deutsch und Karl Rankl.
1921 begründete er die Methode der „Komposition mit zwölf nur aufeinander bezogenen Tönen“ (Zwölftontechnik), einer Kompositionstechnik, die er allerdings nicht lehrte und über die er sich nur selten äußerte. Nach dem Tod seiner Frau Mathilde am 18. Oktober 1923 in Wien heiratete er am 28. August 1924 Gertrud Kolisch (1898–1967), die Schwester seines Schülers Rudolf Kolisch. Mit ihr hatte er drei Kinder: Nuria (* 1932, die spätere Ehefrau des Komponisten Luigi Nono), Ronald (* 1937) und Lawrence (* 1941).
Viele Jahre vergingen, bevor Schönberg als Komponist voll anerkannt wurde. 1925 berief ihn der preußische Kultusminister Carl Heinrich Becker auf Vorschlag des Musikreferenten im preußischen Kultusministeriums Leo Kestenberg als Nachfolger Ferruccio Busonis an die Preußische Akademie der Künste, wo er als Beamter mit der Dienstbezeichnung Professor einen Meisterkurs für Komposition übernahm. Mit der Berufung hatte Schönberg gleichzeitig die preußische Staatsangehörigkeit erworben. Die Professur an der Akademie wurde ihm aus rassistischen Gründen durch die NS-Gesetzgebung im September 1933 entzogen. Aus diesem Grund schloss er sich im Pariser Exil am 24. Juli 1933 – in Anwesenheit des Malers Marc Chagall – dem jüdischen Glauben wieder an, den er 1898 aufgegeben hatte, um sich evangelisch taufen zu lassen. An Anton von Webern schreibt er: „Ich war seit 14 Jahren vorbereitet auf das, was jetzt gekommen ist. Ich habe mich in dieser langen Zeit gründlich darauf vorbereiten können und mich, wenn auch schwer und mit vielen Schwankungen, schließlich definitiv von dem gelöst, was mich an den Okzident gebunden hat. Ich bin seit langem entschlossen, Jude zu sein.“ Einen Monat später emigrierte er in die USA. Seine Meisterklasse übernahm Gerhard von Keußler.

### In den USA
In den USA lehrte Schönberg zunächst am Malkin Conservatory der Boston University, bevor er im Herbst 1934 eine Professur an der University of Southern California in Los Angeles erhielt, später an der University of California.
Im Mai 1936 mietete er in Brentwood, einem Vorort westlich von Los Angeles, eine Villa mit Garten in 116 North Rockingham Avenue, die er im Jahr darauf kaufte und bis zu seinem Tod bewohnte. Das Haus lag nur wenige hundert Meter von jenem Haus entfernt, in dem der Schriftsteller Thomas Mann mit seiner Familie 1940 lebte (441 North Rockingham Avenue). 1941 zog die Familie Mann nach Pacific Palisades. Zu Schönbergs Freundeskreis gehörte in den ersten Jahren auch George Gershwin, der zugleich sein Tennispartner wurde.
1941 erhielt Schönberg die Staatsbürgerschaft der Vereinigten Staaten.
In den USA vollendete Schönberg einige seiner bekanntesten Werke, darunter sein viertes Streichquartett (1936), seine Vertonung von Kol Nidre (1938), ein Klavierkonzert (1942) sowie Ein Überlebender aus Warschau (1947) für Sprecher, Männerchor und Orchester, das die Erfahrungen eines Mannes im Warschauer Ghetto thematisiert. In dieser Zeit schrieb er auch vier seiner theoretischen Bücher: Models for Beginners in Composition (Modelle für Anfänger im Kompositionsunterricht, 1943), Structural Functions of Harmony (Die formbildenden Tendenzen der Harmonie, hrsg. 1954), Preliminary Exercises in Counterpoint (Vorübungen im Kontrapunkt, hrsg. 1963) und Fundamentals of Musical Composition (Grundlagen der musikalischen Komposition, hrsg. 1967), die teilweise von seinem Assistenten Leonard Stein fertiggestellt wurden. Von 1948 bis 1950 entspann sich zwischen Schönberg und Thomas Mann eine Kontroverse um dessen Roman Doktor Faustus, in dem die „Erfindung“ der Zwölftontechnik dem Romanhelden, einer Fiktivperson namens Adrian Leverkühn, zugeschrieben wird. Am 14. September 1949 wurde ihm die Bürgerurkunde seiner Heimatstadt Wien verliehen.

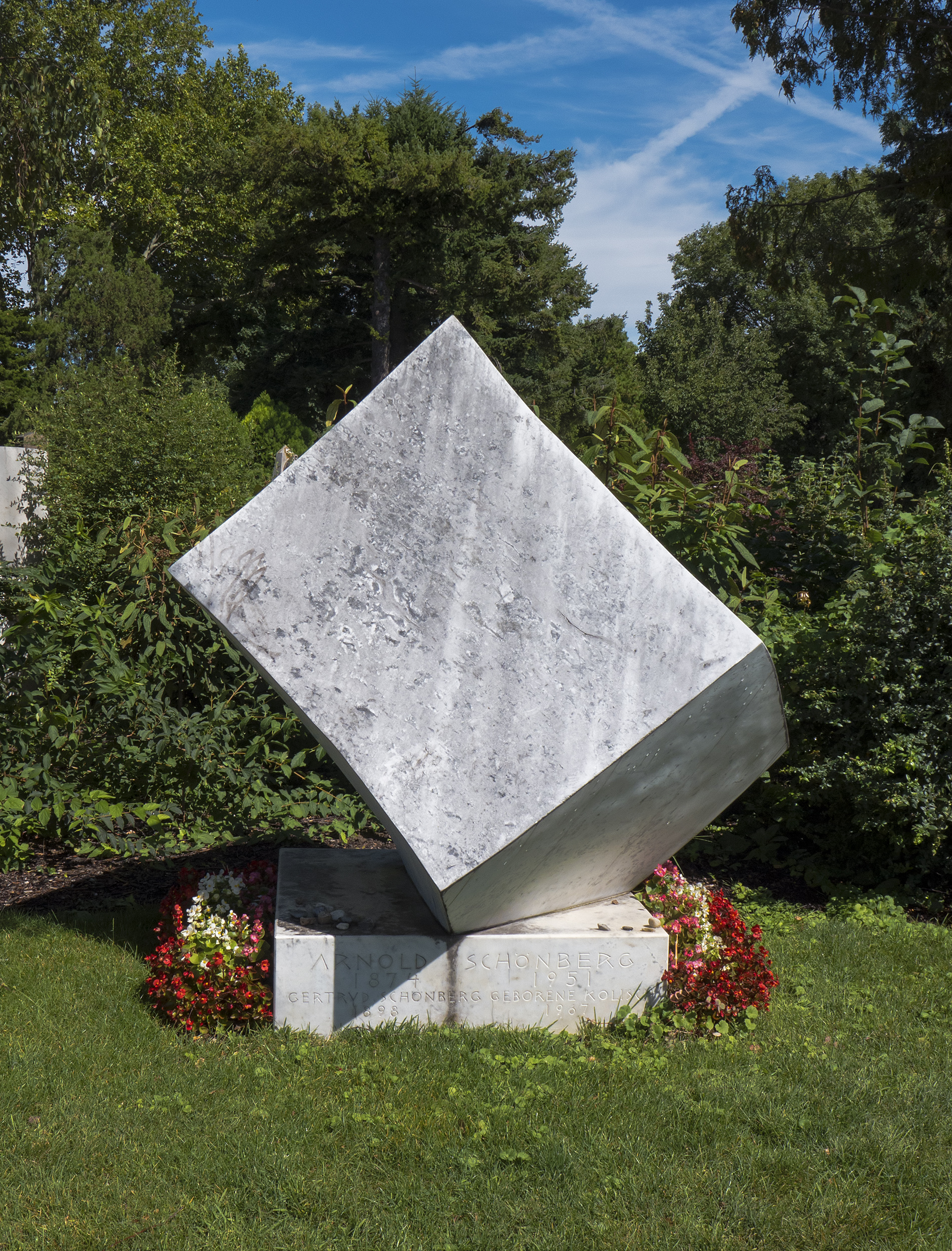
Schönbergs Grab auf dem Zentralfriedhof in Wien

Am 13. Juli 1951 erlag Schönberg einem Herzleiden, nachdem er bereits 1946 einen Herzinfarkt erlitten hatte; der Komponist, der sich vor der Zahl 13 fürchtete, starb an einem Freitag dem 13. Bei Schönbergs Tod waren drei seiner Werke mit religiösem Inhalt unvollendet, nämlich die Kantate Die Jakobsleiter, die Oper Moses und Aron sowie der Zyklus Moderne Psalmen. Moses und Aron, von Hans Rosbaud 1954 in einer konzertanten und 1957 anlässlich der Weltmusiktage der Internationalen Gesellschaft für Neue Musik in Zürich in der szenischen Form uraufgeführt, ist jedoch in der zweiaktigen Form ein großer Erfolg geworden; die dramatische Gegenüberstellung von Prophet und Priester ist eines der ausdrucksstärksten Werke Schönbergs.
Das Ehrengrab Arnold Schönbergs am Wiener Zentralfriedhof (Gruppe 32 C Nummer 21A) wurde von Fritz Wotruba gestaltet.

## Nachlass
Schönbergs umfangreicher Nachlass (Musikmanuskripte, Textmanuskripte, historische Fotos, Schönbergs Bibliothek usw.) wurde zunächst im Arnold Schoenberg Institute an der University of Southern California, Los Angeles aufbewahrt. 1998 wurden diese Materialien nach Wien ins Arnold Schönberg Center transferiert, wo sie seither von Archivbenutzern eingesehen werden können. Im Mai 2011 wurde der Nachlass in das Memory-of-the-World-Register der UNESCO aufgenommen. 
Bei den Bränden in Los Angeles im Januar 2025 wurden zahlreiche Manuskripte, Partituren und Druckwerke aus Schönbergs Nachlass vernichtet, die bei seinem Verlag Belmont Music Publishers in Pacific Palisades aufbewahrt worden waren.

## Werk und Wirkung
Die ersten Kompositionen Schönbergs werden meist der Spät- bzw. Nachromantik zugerechnet. Sie zeichnen sich durch reich differenzierte Instrumentation aus. Schönberg experimentiert mit unterschiedlichsten Besetzungen, von der Kammermusik bis zum sehr großen Orchester (etwa in den Gurre-Liedern). Eine wichtige Brückenfunktion übernehmen hierbei die 1. Kammersinfonie für 15 Instrumente (1906) sowie die im gleichen Jahr begonnene, doch erst 1939 fertiggestellte Zweite Kammersinfonie für 19 Instrumente. Zahlreiche Kompositionen Schönbergs wurden im Wiener Musikvereinssaal uraufgeführt.
Vielfach setzte Schönberg sich mit der Literatur der Romantik und des Fin de siècle auseinander: Er schrieb Orchesterlieder, lieferte Beiträge zur Chor- und Oratorienliteratur (Friede auf Erden nach Conrad Ferdinand Meyer, Gurre-Lieder nach Jens Peter Jacobsen/Robert Franz Arnold) wie auch zur Programmmusik (Streichsextett Verklärte Nacht nach Richard Dehmel, sinfonische Dichtung Pelleas und Melisande nach Maurice Maeterlinck).
Ab 1908 komponierte Schönberg Werke, die den Boden der Dur-Moll-Tonalität verließen. Sein 2. Streichquartett gilt als ein Schlüsselwerk der atonalen Musik.
Die Phase der sogenannten „Freien Atonalität“ führte Schönberg in eine Schaffenskrise. Rückblickend formulierte er über den atonal schaffenden Komponisten: „He must find, if not laws or rules, at least ways to justify the dissonant character of these harmonies and their successions“ („Er muss, wenn schon nicht Gesetze oder Regeln, so doch zumindest Wege finden, um den dissonanten Charakter dieser Harmonien und ihrer Abfolgen zu rechtfertigen“). Nach zahlreichen Versuchen schrieb er seinem Schüler Josef Rufer im Juli 1921: „Heute habe ich etwas entdeckt, das die Überlegenheit der deutschen Musik für die nächsten hundert Jahre versichern wird.“
1921 entwickelte Schönberg in Mödling seine „Methode des Komponierens mit zwölf nur aufeinander bezogenen Tönen“, auch bekannt geworden als „Zwölftontechnik“ oder „Dodekaphonie“. Diese Methode entstand unabhängig von jener des Komponisten Josef Matthias Hauer, der ebenfalls eine zwölftönige Kompositionstechnik entwickelt hatte, die allerdings mit Schönbergs Methode wenig gemeinsam hat. Mit diesem neuen System glaubte sich Schönberg nun in die Lage versetzt, jedem Werk theoretisch ein inneres Gefüge geben zu können. Ursprünglich nur als persönliche Lösung für einen persönlichen Konflikt gedacht, wurde die Zwölftontechnik von seinen Schülern enthusiastisch aufgegriffen, obgleich Schönberg sie in seinen Theoriestunden selbst nie gelehrt hat. Seine unmittelbaren Schüler erschlossen sie sich durch Analyse aus den Werken. Später erschienen Lehrbücher von anderen, z. B. im Jahr 1940 Studies in Counterpoint (deutsch: Zwölfton-Kontrapunkt-Studien) von Ernst Krenek. Ab 1945 wurde die Zwölftontechnik rasch von vielen Komponisten adaptiert, etwa von Igor Strawinsky in Agon (1953–57). Theodor W. Adorno würdigte die Zwölftonmusik in seiner Philosophie der neuen Musik (1949). Schönberg benutzte die Zwölftontechnik bis ans Ende seines Lebens für sein Hauptwerk. Für Gelegenheitswerke wie die Suite im alten Stile (G-Dur für Streichorchester 1934) oder Variationen für Blasorchester g-moll op.43a (1943) kehrte er zum tonalen System zurück.
Schönberg schrieb auch selber die Libretti für die Opern Die glückliche Hand und Moses und Aron sowie für Oratorien und andere vokale Werke (Die Jakobsleiter, Ein Überlebender aus Warschau, Israel exists again, Moderner Psalm). Geschult durch seine umfangreiche Lehrtätigkeit und anhaltende Korrespondenz sowie durch den Druck, seine Werke und Theorien fortwährend öffentlich verteidigen zu müssen, eignete er sich einen apodiktischen, oft polemischen Stil an, der analytische Schärfe mit hohem Ernst und gelegentlichem Pathos verbindet. Mehrere seiner Aufsätze und Essays sind als Grundlagentexte der Musikästhetik des 20. Jahrhunderts anzusehen.
Der Einfluss Schönbergs auf die Musik des 20. Jahrhunderts kann nicht hoch genug eingeschätzt werden. Die radikalen Entwicklungen der Kompositionstechnik und ihrer theoretischen Grundlagen, die von der Atonalität über die Zwölftontechnik zur seriellen Musik und schließlich zur Elektronischen Musik führten, wurden durch ihn angestoßen. Das breite Publikum haben er und seine Nachfolger allerdings noch nicht erobert – ungeachtet Schönbergs in einem Brief an Hans Rosbaud vom 12. Mai 1947 geäußerter Hoffnung: „Ich aber wünsche nichts sehnlicher (wenn überhaupt) als dass man mich für eine bessere Art von Tschaikowski hält – um gotteswillen: ein bischen besser, aber das ist auch alles. Höchstens noch dass man meine Melodien kennt und nachpfeift.“
1946 wurde er zum Ehrenmitglied der International Society for Contemporary Music ISCM (Internationale Gesellschaft für Neue Musik) gewählt.

## Schüler, Interpreten und Freunde
Um Schönberg bildete sich mit Alban Berg, Anton Webern und weiteren Schülern und Interpreten ein Kreis Gleichgesinnter, der als Wiener Schule bezeichnet wird. Neben der Wiener existierte auch noch eine Berliner Schule um Arnold Schönberg.
Namhafte Interpreten aus der ersten Hälfte des zwanzigsten Jahrhunderts setzten sich für Schönberg ein, darunter die Pianisten Artur Schnabel und Eduard Steuermann, die Dirigenten Hans Rosbaud und Hermann Scherchen sowie Schönbergs Schwager, der Geiger Rudolf Kolisch.
Schönberg war mit dem Wiener Architekten Adolf Loos, den er in dem Salon der Eugenie Schwarzwald kennengelernt hatte, eng befreundet. Loos setzte sich zeitlebens für die Aufführung der Schönbergschen Kompositionen ein, von denen er einige sogar insgeheim subventionierte (dabei vermutlich unter anderem auch das berühmte Skandalkonzert 1913 („Watschenkonzert“)). Schönberg wurde auch in seiner Haltung zu Fragen von künstlerischer Moral und Wahrheit durch Adolf Loos sehr beeinflusst. Die Forderung Schönbergs „Musik soll nicht schmücken, sie soll wahr sein“ kann in direkten Bezug zur Loos’schen Ästhetik gesetzt werden, insbesondere zu seinem Kampf gegen jede Form von angewandter Kunst und für die Würde der reinen und Bildenden Kunst, die sich durch keinerlei Zugeständnisse an einen Publikumsgeschmack „prostituieren“ dürfe.

## Schönberg als Maler

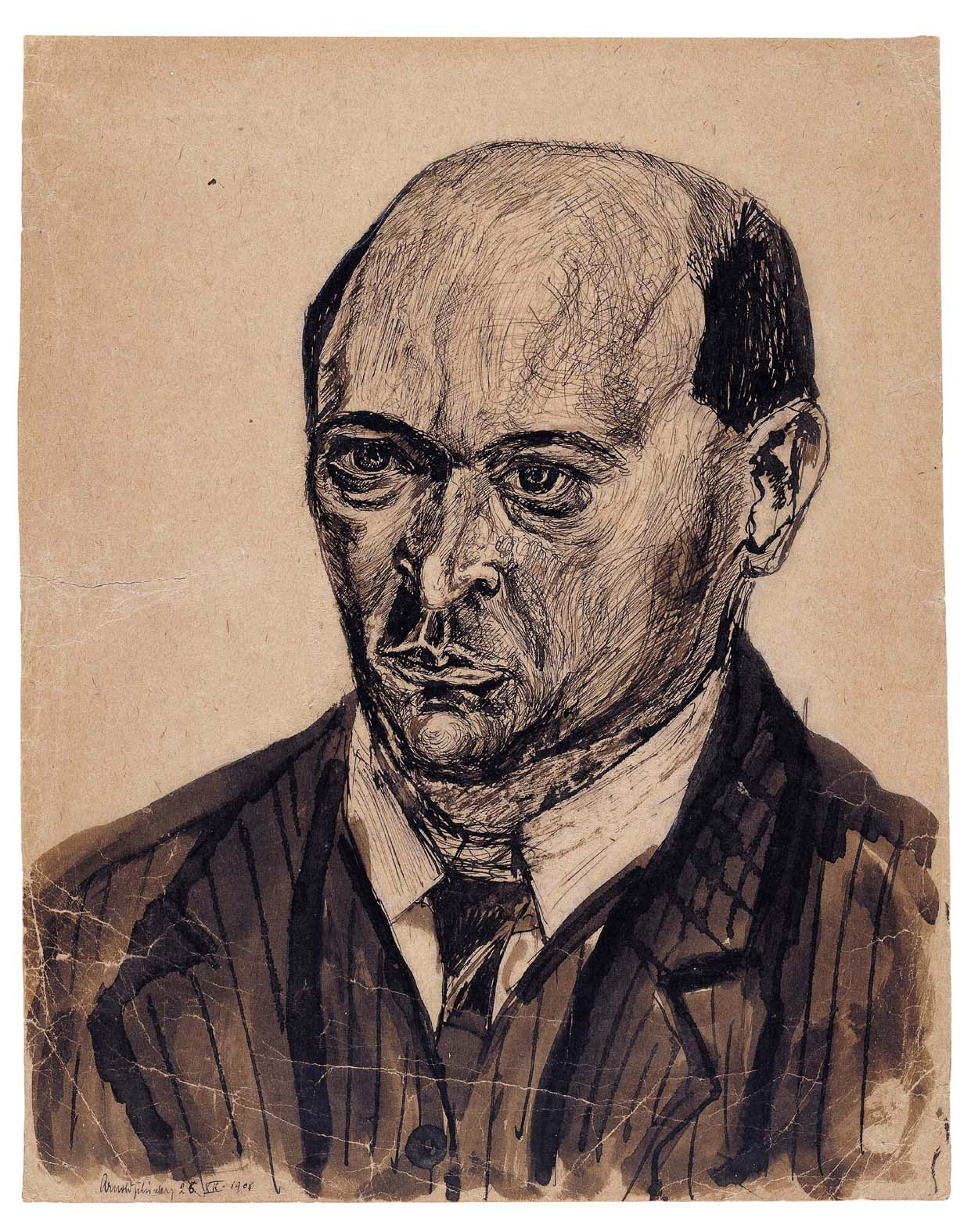
Selbstporträt, 1908

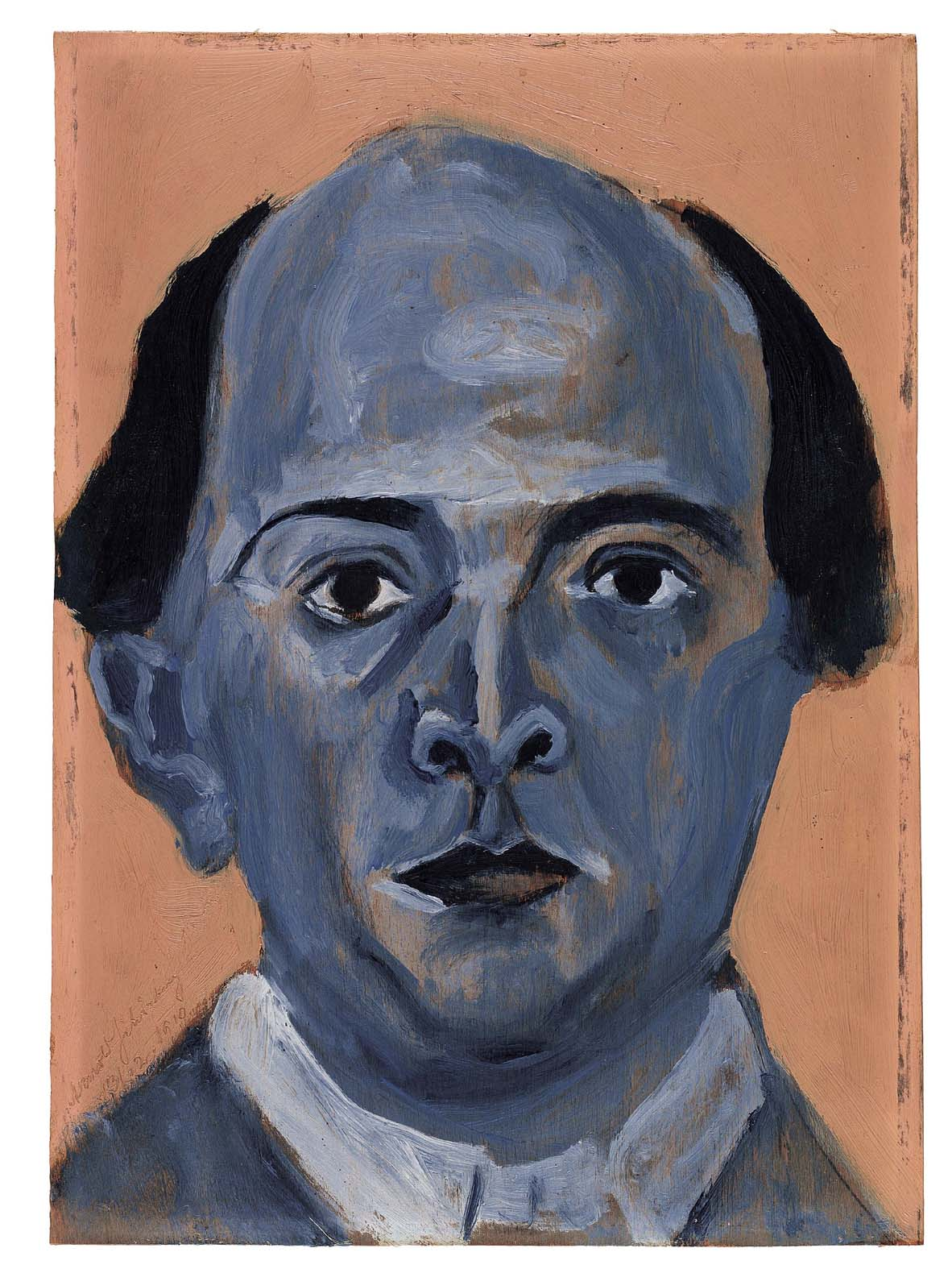
Blaues Selbstporträt, 1910

In den Jahren 1906–1912 sowie 1913 beschäftigte sich Schönberg intensiv mit der Malerei. Seine erste Ausstellung mit 50 Gemälden und Zeichnungen organisierte Hugo Heller für ihn 1910 in seiner Buchhandlung. Zu Lebzeiten waren seine Bilder bei zehn Ausstellungen beteiligt, darunter bei der von seinem Freund und Kollegen Wassily Kandinsky initiierten Schau Der Blaue Reiter. Er hatte seine Gemälde Nächtliche Landschaft (1910) sowie sein Selbstporträt (von hinten) (1911) in die Ausstellung gegeben.
Inhaltlich gliedert sich Schönbergs 361 Bilder umfassendes Werk in mehrere Genres: Neben zahlreichen Selbstporträts und Porträts besitzen vor allem seine „Visionen“ und „Blicke“ ein hohes Maß an Ausdruckskraft, des Weiteren existiert eine Reihe von Landschaftsbildnissen und Bühnenbildentwürfen zu eigenen Werken. Wie in seinen musikalischen Werken ist Schönbergs Kompositionsweise der etwa zwischen 1906 und 1911 geschaffenen Gemälde frei assoziierend, er malt nicht eines „schönen, liebenswürdigen“ Bildes wegen, sondern um „seine subjektive Empfindung zu fixieren“ (Wassily Kandinsky), sie sind als Ergebnisse innerer Notwendigkeit zu betrachten.

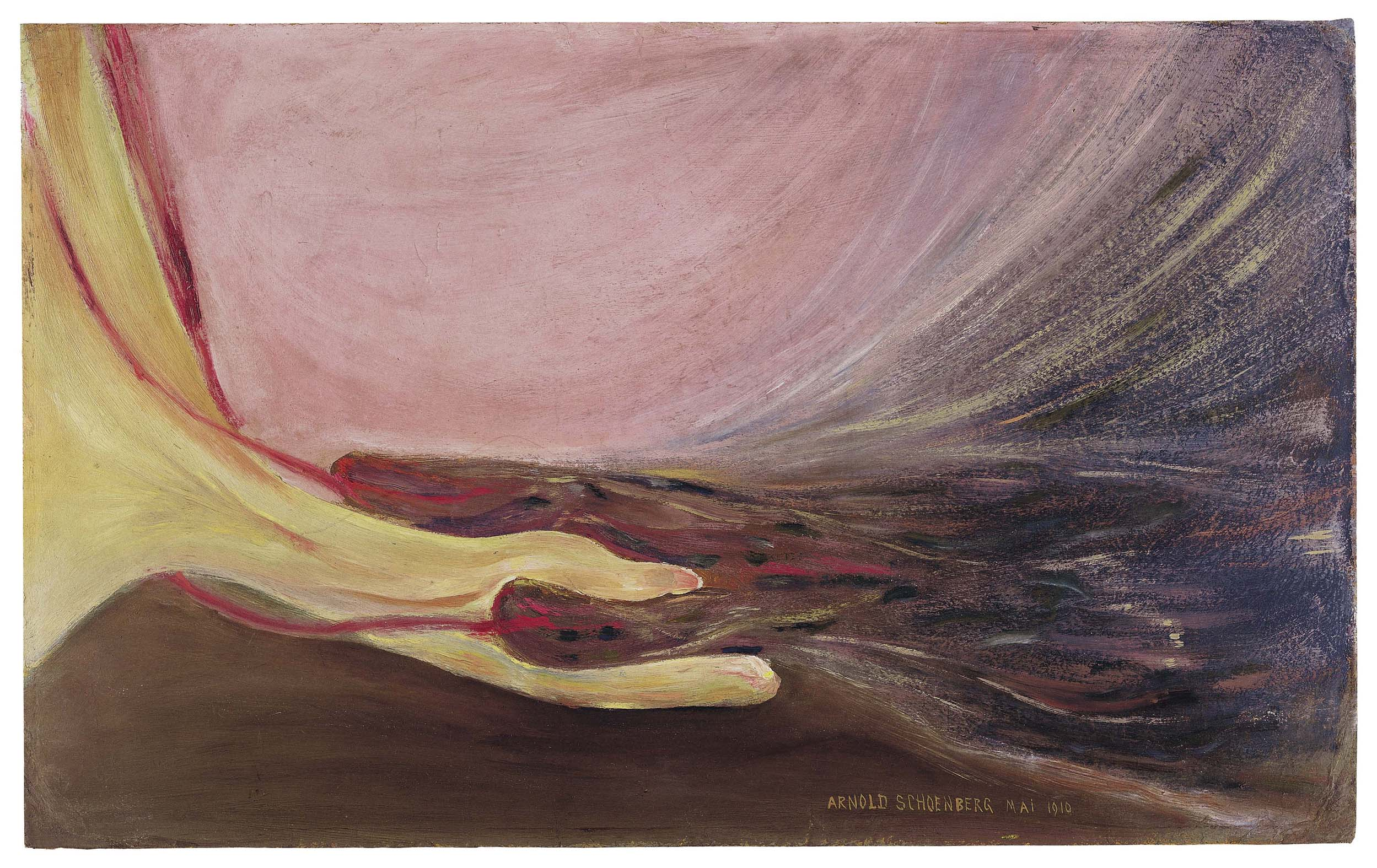
Bund, 1910
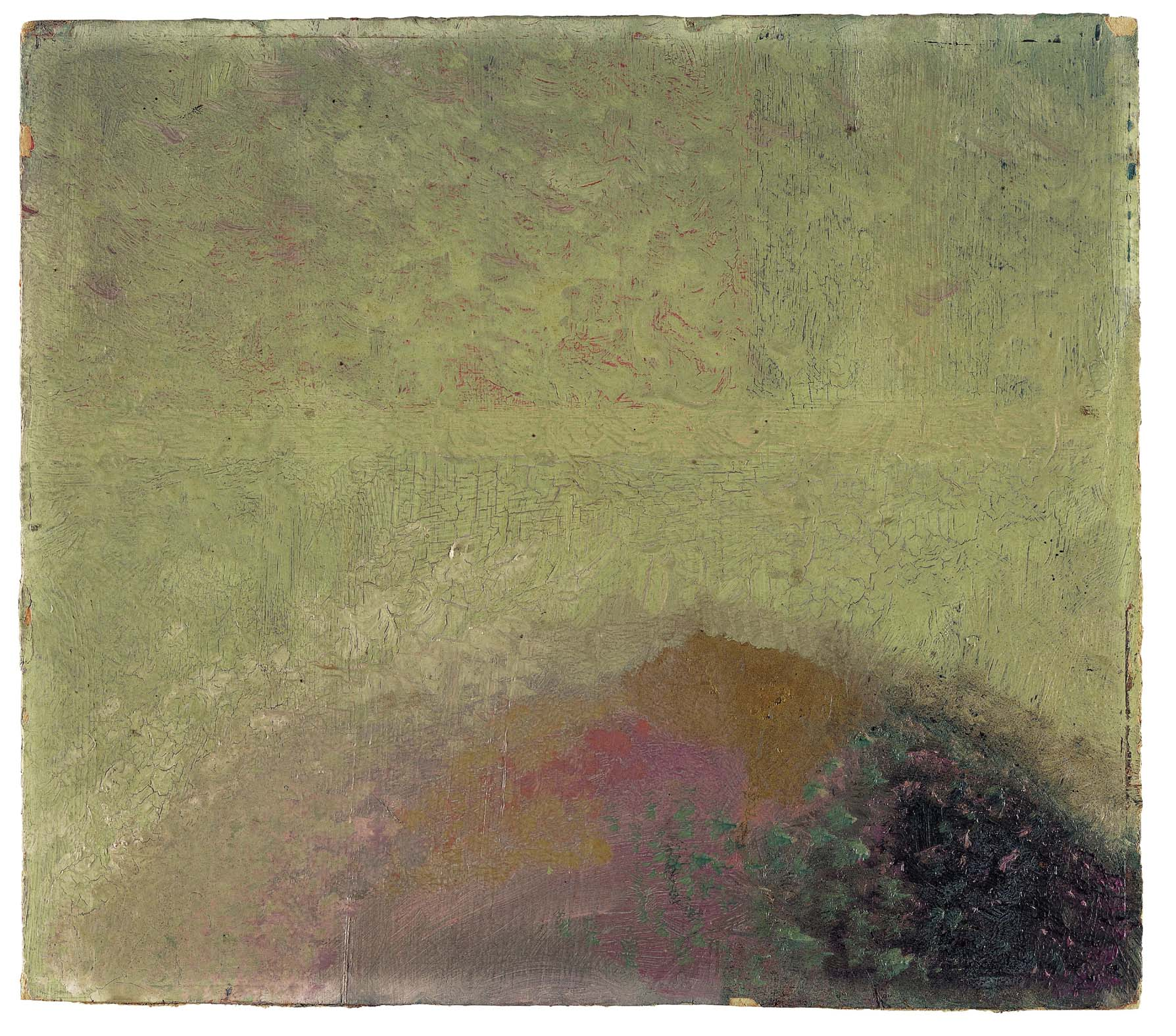
Denken, 1910
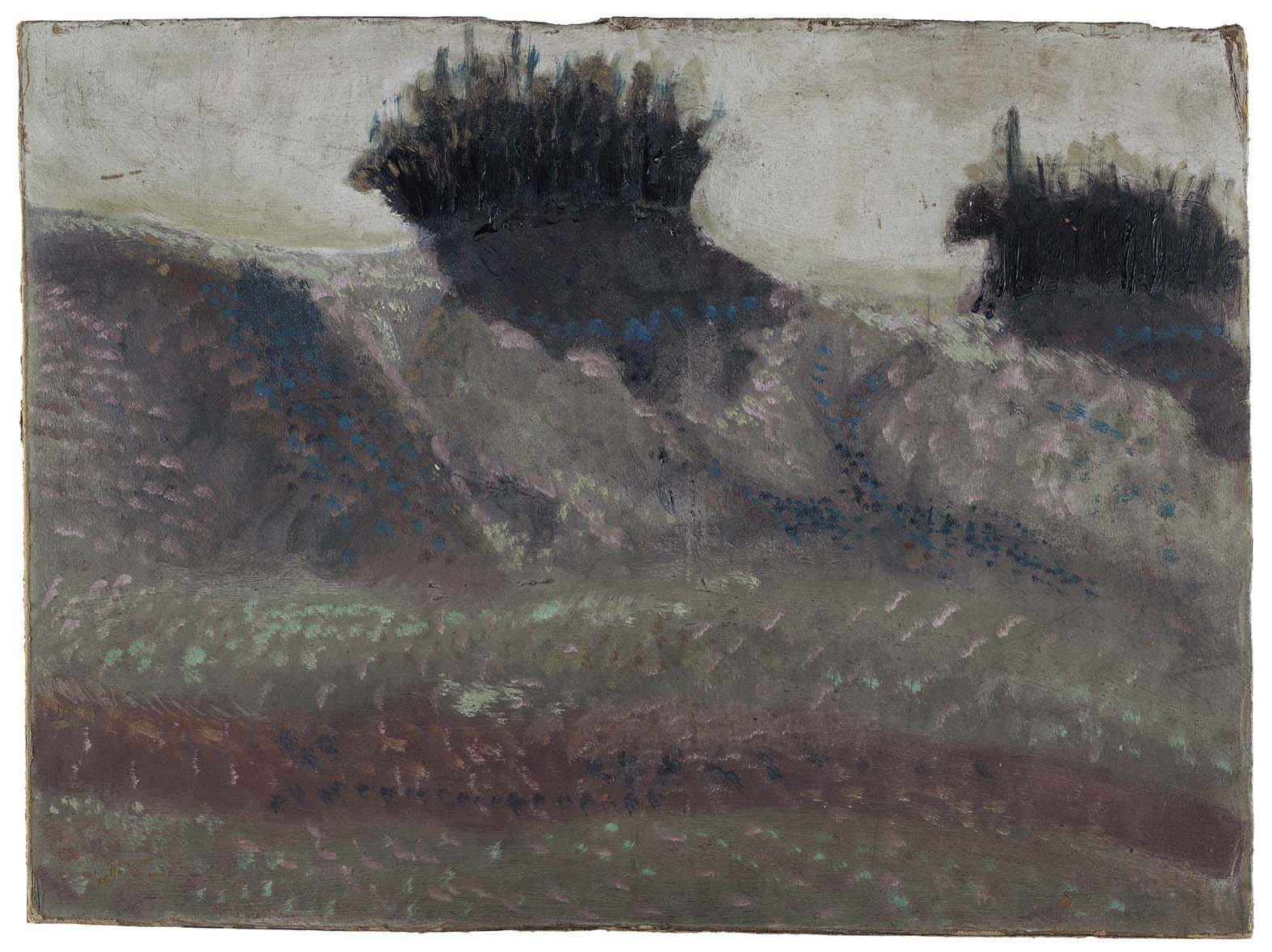
Landschaft, 1910
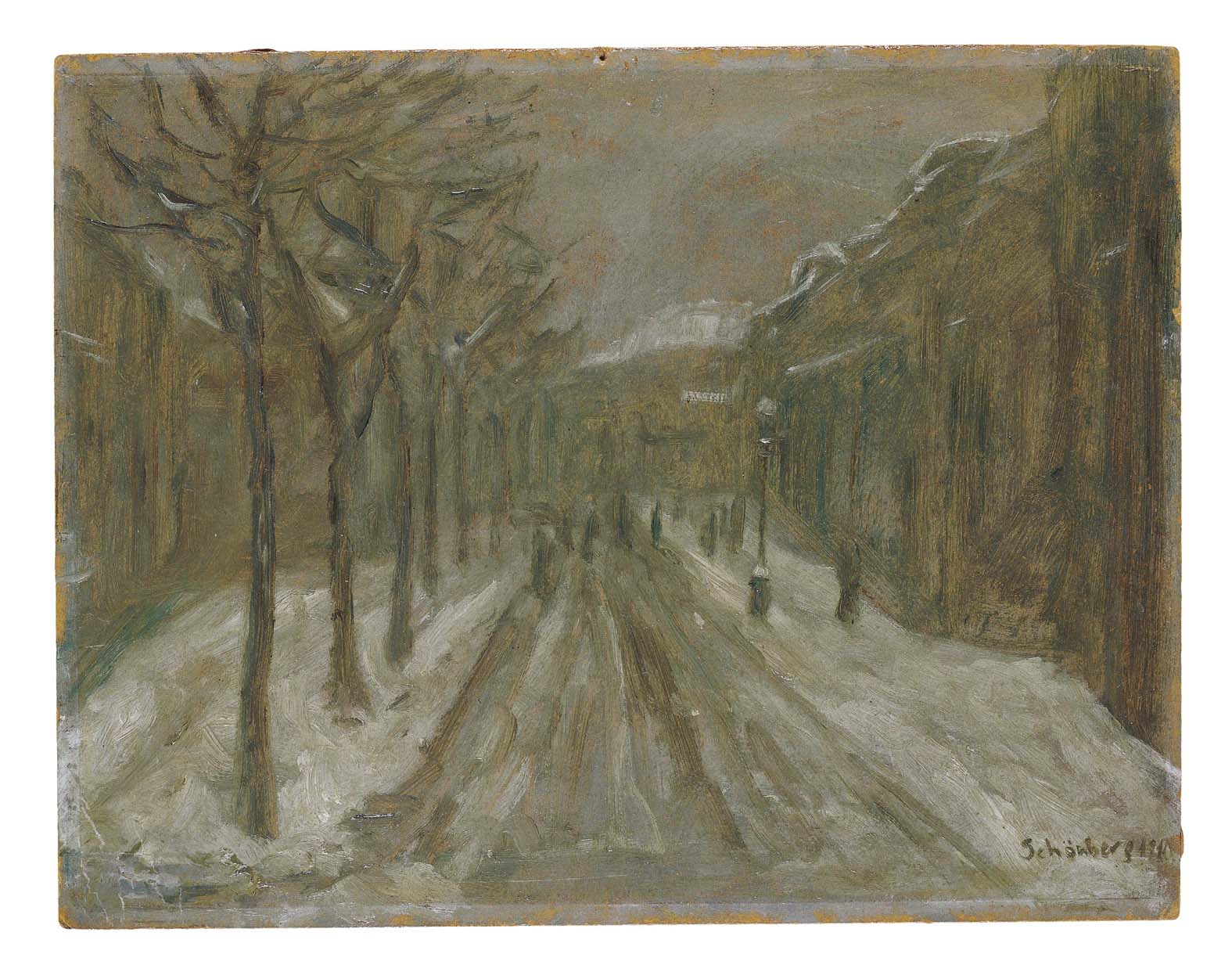
Winterszene, 1910
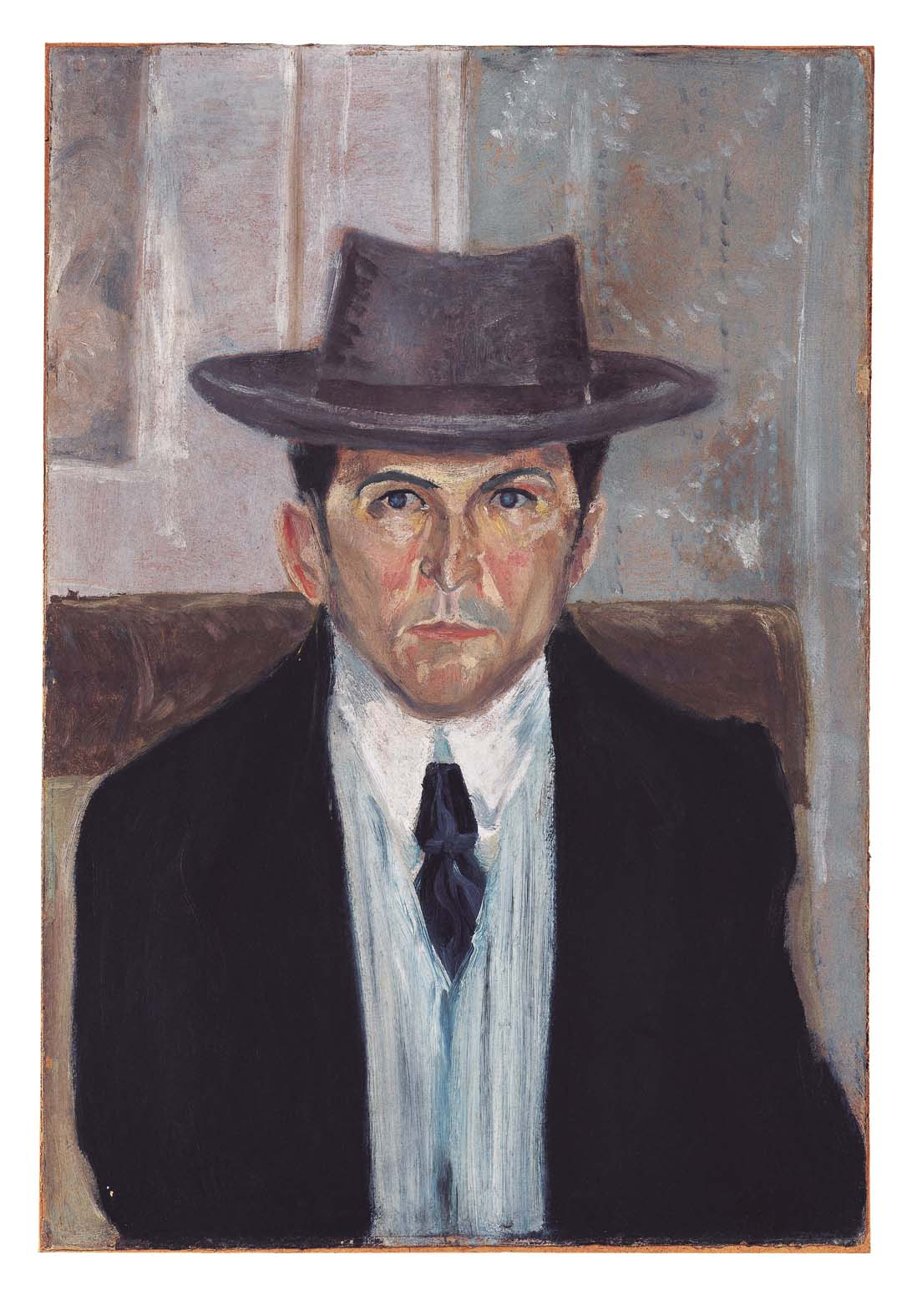
Hugo Botstiber, 1910
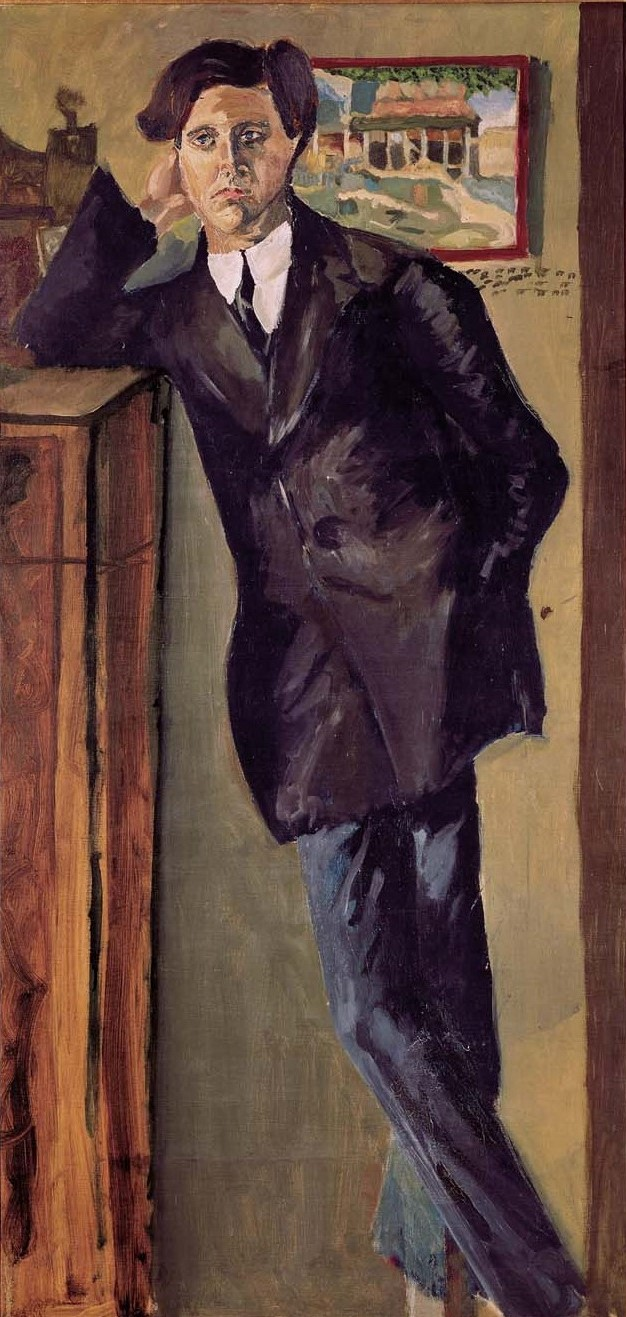
Alban Berg, 1910
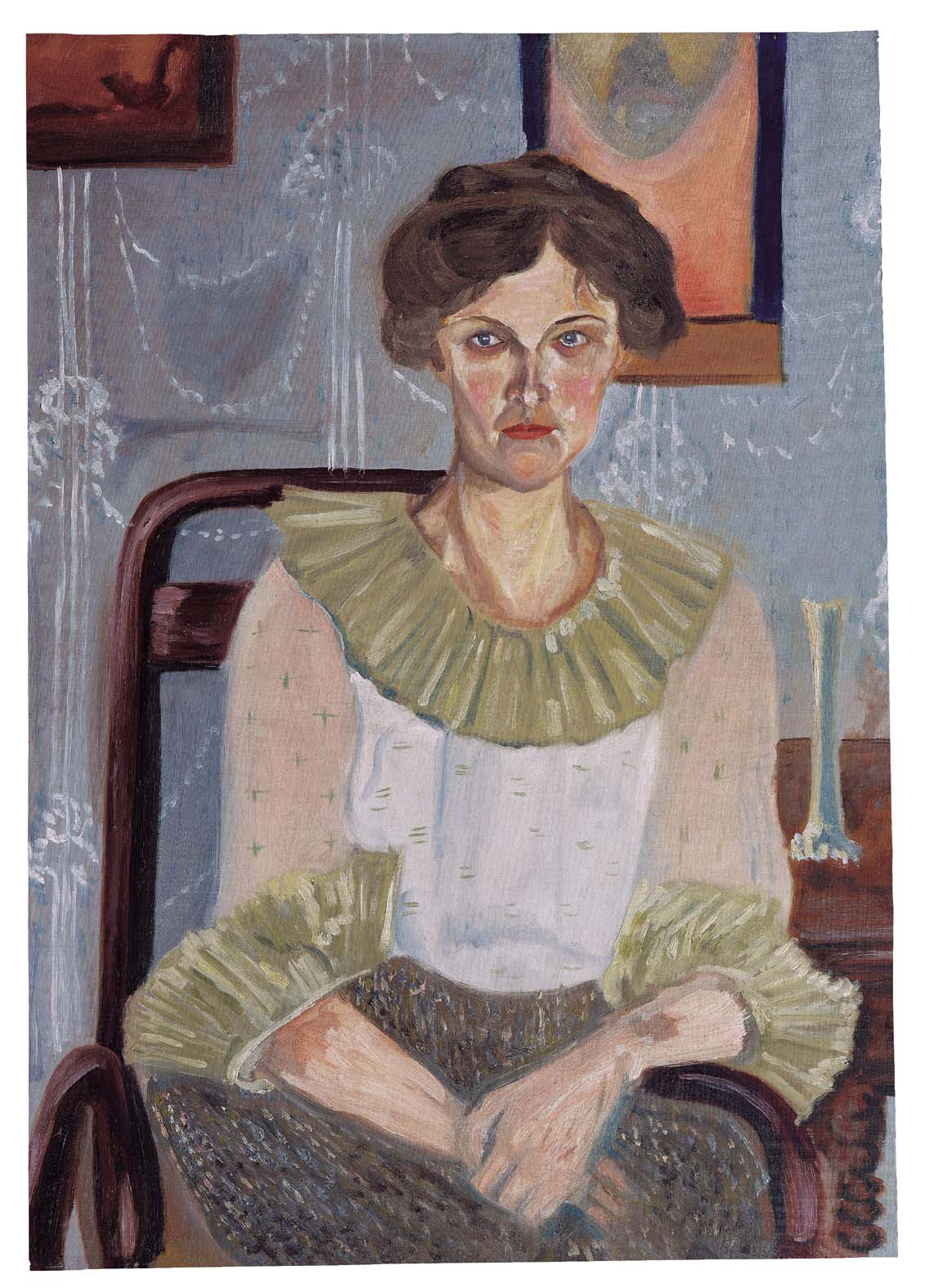
Helene Nahowski-Berg, 1910
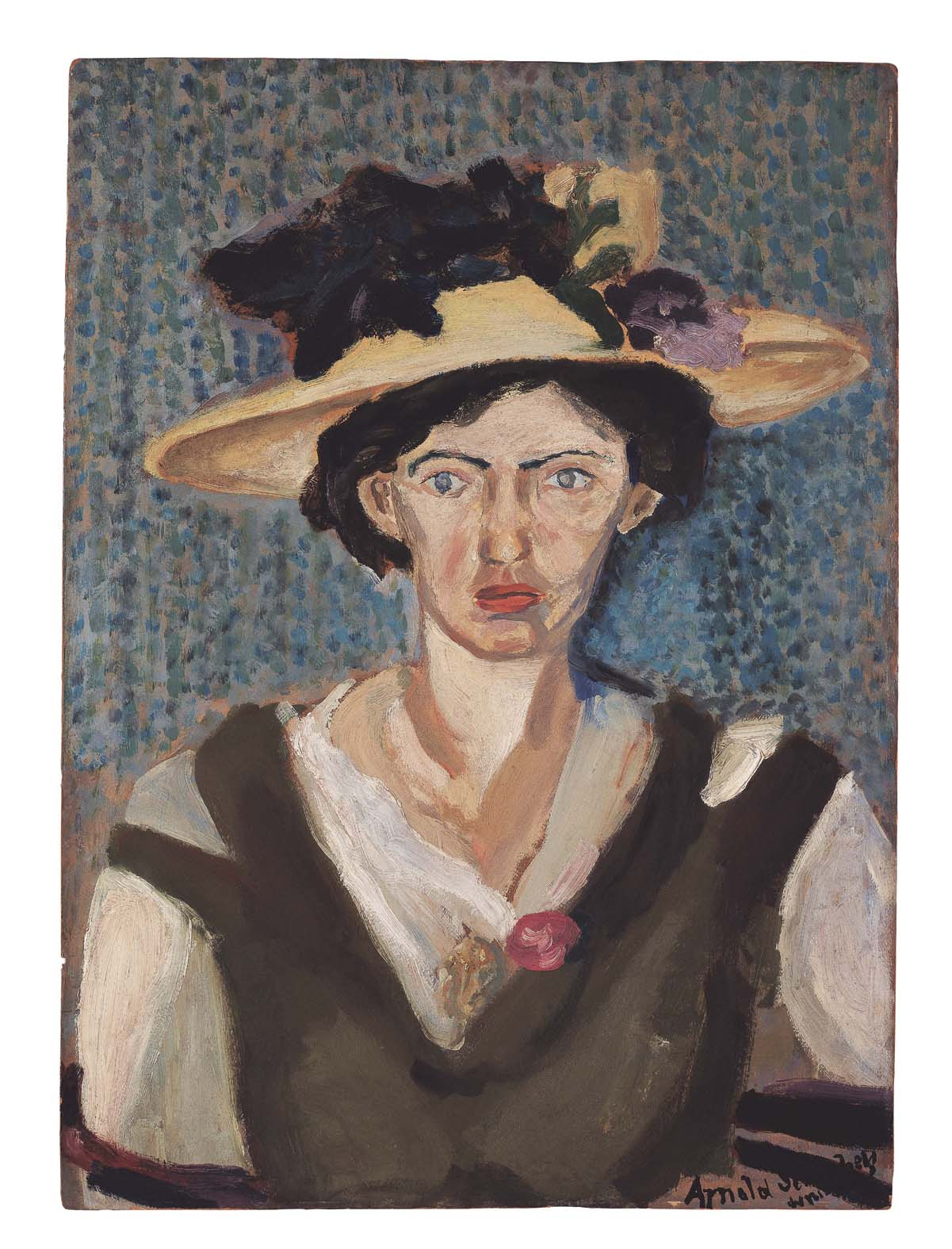
Mizzi Pappenheim, 1909

Im Gegensatz zu seiner kompositorischen Tätigkeit, die er durch ein autodidaktisches Studium der „alten Meister“ selbst meisterhaft beherrschte, betrachtete sich Schönberg in bildnerischer Hinsicht als Amateur. Er besaß weder theoretische noch ästhetische Ausbildung, war jedoch nach eigenen Aussagen ein guter Zeichner mit einem zuverlässigen Gefühl für Proportionen und Maße. Inwieweit Schönberg seine Malerei mit seiner Musik in Verbindung sah, geht nicht eindeutig aus den vorhandenen Quellen hervor. Einerseits äußert er sich: „Malerei und meine Musik haben nichts gemein. Meine Musik ist das Resultat rein musikalischer Theorie und sollte nur hinsichtlich ihrer rein musikalischen Gegebenheiten bewertet werden.“ (1913). Andererseits „war es dasselbe für mich wie komponieren. Es gab mir die Möglichkeit, mich auszudrücken, meine Emotionen, Ideen und Gefühle mitzuteilen; das ist vielleicht der Schlüssel, diese Bilder zu verstehen – oder auch nicht.“ (1949). Tatsächlich scheint sich das eine Medium aufgrund von Schönbergs Dilettantismus als Maler nicht vom anderen ableiten zu lassen; das zwar ebenso expressiv veranlagte, jedoch theoretisch ausgefeilte Grundgerüst seines musikalischen Œuvres steht in keinem Verhältnis zur unmittelbaren Spontaneität der Gemälde.
Vielen kritischen Äußerungen ob seines Dilettantismus zum Trotz gewann das bildnerische Werk nach Schönbergs Tod immer mehr an Bedeutung und steht als eigenständige Position zwischen Malerzeitgenossen wie Oskar Kokoschka, Egon Schiele, Richard Gerstl, Gustav Klimt, Max Oppenheimer und Albert Paris Gütersloh.

## Erfindungen und Gestaltungen

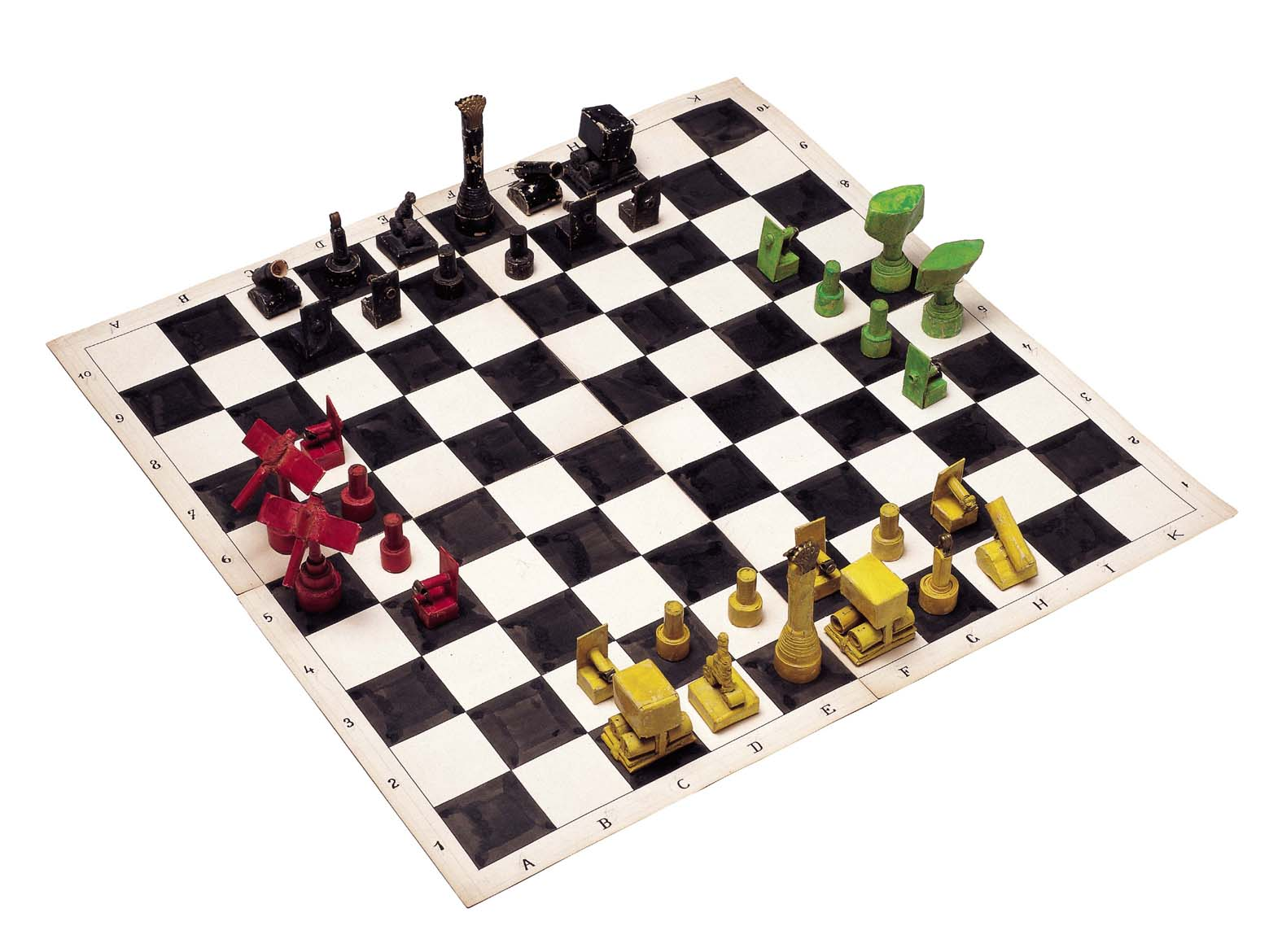
Koalitionsschach-Figuren von Arnold Schönberg

Schönberg konzipierte in den 1920er Jahren eine Koalitionsschach benannte Schachvariante für vier Spieler, die auf einem 10 × 10 Felder großen Brett mit 36 Figuren gespielt wird, die er aus einfachen Materialien selbst entwarf. Bei einem Besuch des Schachweltmeisters Emanuel Lasker verbarg er jedoch seine Erfindung und kommentierte dies mit den Worten „Das wäre für Lasker ebenso schlimm wie für mich eine Komposition von ihm.“

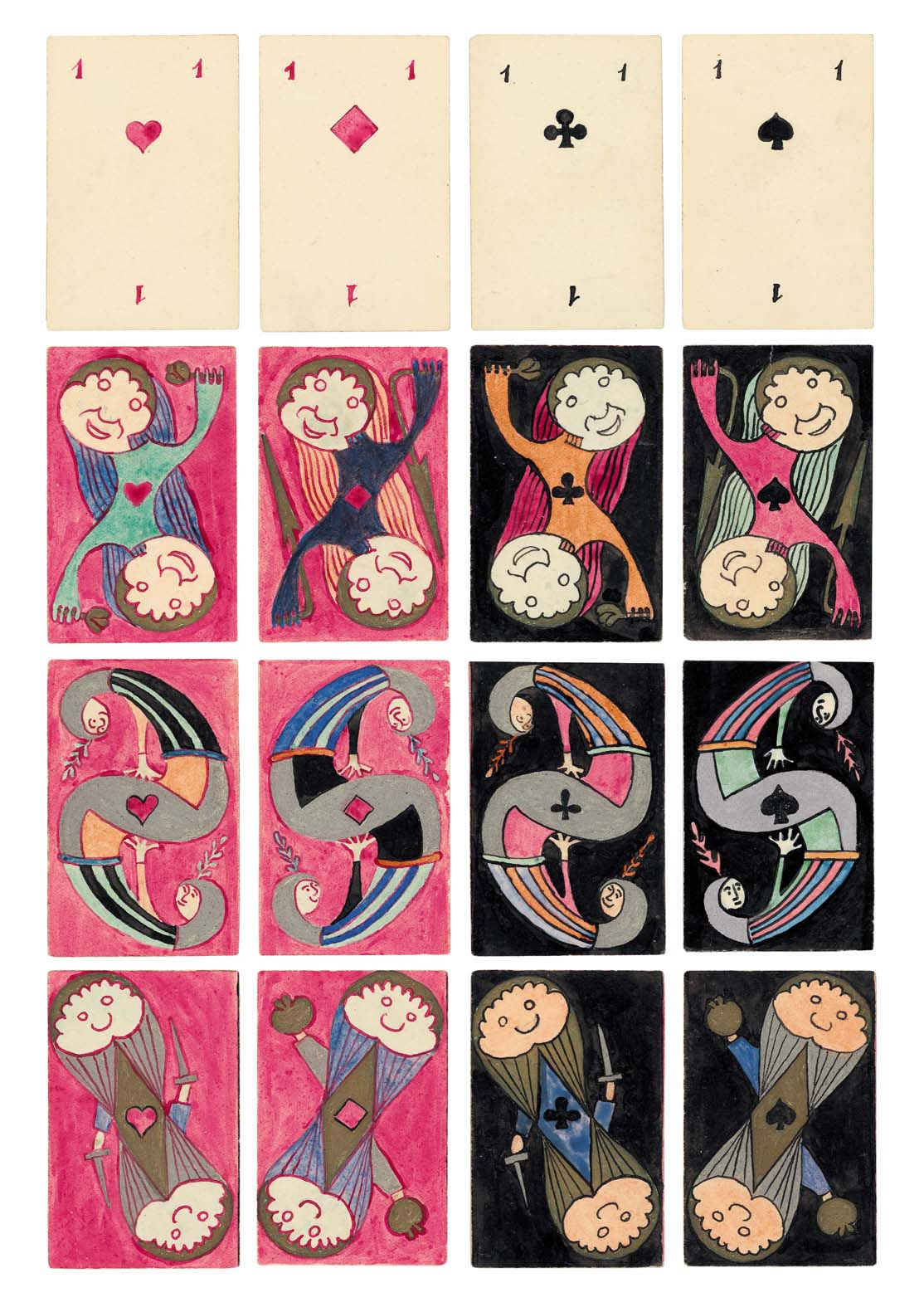
Spielkarten-Design von Arnold Schönberg

Daneben existieren diverse Möbelentwürfe, Pläne für eine mechanische Notenschreibmaschine, selbstentworfene Spielkarten sowie eine Methode zur schriftlichen Dokumentation eines Tennisspiels (Schönberg war leidenschaftlicher Tennisspieler). Außerdem verbesserte und bastelte Schönberg Büromaterialien für seinen Arbeitsalltag, so etwa einen Rastral zum gleichzeitigen Ziehen von fünf Notenlinien, einen platzsparenden Reisenotenständer, Zwölftonreihenschieber in verschiedensten Formen, Klebebandroller und Stifthalter.

## Ehrungen
Im Jahr 1952 wurde in Wien-Penzing (14. Bezirk) der Schönbergplatz nach Schönberg benannt. Seit 1998 gibt es auch in Berlin-Weißensee einen Arnold-Schönberg-Platz.
1990 wurde der Asteroid (4527) Schoenberg nach ihm benannt.
Schönberg ist auch Namenspatron des Arnold-Schönberg-Preises, der seit 2001 verliehen wird.

## Musikwerke
Ausführliches Werkverzeichnis nach Gattungen und Werke ohne Opuszahl siehe: Liste der Kompositionen von Arnold Schönberg. Siehe auch: Arnold Schönberg Gesamtausgabe.
- Notturno für Streicher und Harfe (1896)[30]
- Quartett (D-Dur) für zwei Violinen, Bratsche und Violoncello (1897)
- op. 1 Zwei Gesänge für eine Baritonstimme und Klavier (1898)
- op. 2 Vier Lieder für eine Singstimme und Klavier (1899)
- op. 3 Sechs Lieder für eine mittlere Singstimme und Klavier (1899–1903)
- op. 4 Verklärte Nacht, Sextett für 2 Violinen, 2 Violen und 2 Violoncelli (1899)
- Gurre-Lieder (1900–1911). Kantate für Soli, Chor und Orchester.
- op. 5 Pelleas und Melisande (nach dem Drama von Maurice Maeterlinck) Symphonische Dichtung für Orchester (1902–1903)
- op. 6 Acht Lieder für eine Singstimme und Klavier (1903–1905)
- op. 7 Quartett (d-Moll) für 2 Violinen, Viola und Violoncello (1904–1905)
- op. 8 Sechs Orchesterlieder (1903–1905)
- op. 9 & op. 9b Kammersymphonie für fünfzehn Soloinstrumente (großes Orchester) (1906)
- op. 10 Zweites Quartett (fis-Moll) für zwei Violinen, Viola, Violoncello und eine Sopranstimme (1907–1908)
- Drei Klavierstücke (Irakly Avaliani, Klavier)op. 11 Drei Klavierstücke (1909)
- op. 12 Zwei Balladen für Gesang und Klavier (1907)
- op. 13 Friede auf Erden für gemischten Chor a cappella (1907/11)
- op. 14 Zwei Lieder für Gesang und Klavier (1907–1908)
- op. 15 15 Gedichte aus „Das Buch der hängenden Gärten“ von Stefan George für eine Singstimme und Klavier (1908–1909)
- op. 16 Fünf Orchesterstücke in der Originalfassung für großes Orchester (1909, revidiert 1922)
- op. 17 »Erwartung« Monodram in einem Akt, Dichtung von Marie Pappenheim (1909)
- Drei Stücke für Kammerensemble (1910)
- op. 18 »Die glückliche Hand« Drama mit Musik (1910–1913)
- op. 19 Sechs kleine Klavierstücke (1911)
- op. 20 »Herzgewächse« (Maurice Maeterlinck) für hohen Sopran, Celesta, Harmonium und Harfe (1911)
- op. 21 Dreimal sieben Gedichte aus Albert Girauds »Pierrot lunaire« (1912) (Deutsch von Otto Erich Hartleben) für eine Sprechstimme, Klavier, Flöte (auch Piccolo), Klarinette (auch Bassklarinette), Geige (auch Bratsche) und Violoncello
- op. 22 Vier Lieder für Gesang und Orchester (1913–1916)
- Die Jakobsleiter (1915–22). Oratorium (Fragment)
- Die eiserne Brigade (1916). Marsch für Streichquartett und Klavier
- op. 23 Fünf Klavierstücke (1920–1923)
- op. 24 Serenade für Klarinette, Bassklarinette, Mandoline, Gitarre, Geige, Bratsche, Violoncello und eine tiefe Männerstimme (4. Satz: Sonett von Petrarca) (1920–1923)
- op. 25 Suite für Klavier (1921–1923)
- op. 26 Quintett für Flöte, Oboe, Klarinette, Horn und Fagott (1923–1924)
- op. 27 Vier Stücke für gemischten Chor (1925)
- op. 28 Drei Satiren für gemischten Chor (1925–1926)
- op. 29 Suite für Kleine Klarinette, Klarinette, Bassklarinette, Geige, Bratsche, Violoncello und Klavier (1925–1926)
- op. 30 Drittes Streichquartett (1927)
- op. 31 Variationen für Orchester (1926–1928)
- op. 32 »Von heute auf morgen« Oper in einem Akt Libretto: Max Blonda [Gertrud Schönberg] (1928–1929)
- op. 33a & op. 33b Klavierstücke (1929/1931)
- op. 34 Begleitungsmusik zu einer Lichtspielscene (Drohende Gefahr, Angst, Katastrophe) (1929–1930)
- op. 35 Sechs Stücke für Männerchor (1929–1930)
- Suite im alten Stile (G-Dur) für Streichorchester (1934)
- op. 36 Concerto for Violin and Orchestra (1934–1936)
- op. 37 Fourth String Quartet (1936)
- Moses und Aron (1923–1937). Oper in 3 Akten (Fragment)
- op. 38 & op. 38b Kammersymphonie Nr. 2 (in es-Moll) für kleines Orchester (1906–1939)
- op. 39 Kol nidre für Sprecher (Rabbi), gemischten Chor und Orchester (g-Moll) (1938)
- op. 40 Variations on a Recitative for Organ (in D) (1941)
- op. 41 Ode to Napoleon Buonaparte (Lord Byron) for String Quartet, Piano and Reciter (1942)
- op. 42 Concerto for Piano and Orchestra (1942)
- op. 43a & op. 43b Theme and Variations for Full Band (Orchestra) (1943)
- op. 44 Prelude for Mixed Chorus and Orchestra (zur Genesis Suite, 1945)
- op. 45 String Trio (1946)
- op. 46 A Survivor from Warsaw for Narrator, Men’s Chorus and Orchestra (1947)
- op. 47 Phantasy for Violin with Piano Accompaniment (1949)
- op. 48 Drei Lieder für tiefe Stimme (und Klavier) (1933)
- op. 49 Drei Volksliedsätze für gemischten Chor a cappella (1948)
- op. 50A Dreimal tausend Jahre für gemischten Chor a cappella (1949). Gedicht von Dagobert David Runes.
- op. 50B Psalm 130 for Mixed Chorus a cappella (six voices) (1950)
- op. 50C Moderner Psalm für Sprecher, gemischten Chor und Orchester (unvollendet) (1950)

## Schriften

### Musiktheorie
- Harmonielehre. Wien 1911; erw. 3. Aufl. Wien 1922.
- Der musikalische Gedanke und die Logik, Technik und Kunst seiner Darstellung. [1934–36], hrsg. und übers. von Patricia Carpenter und Severine Neff, New York 1995.
- Models for Beginners in Composition, Los Angeles 1942, erweitert 2. Aufl. 1943 und von Leonard Stein rev. 3. Aufl. 1972; dt. als Modelle für Anfänger im Kompositionsunterricht, hrsg. von Rudolf Stephan, Wien 1972.
- Preliminary Exercises in Counterpoint [1936–50], hrsg. von Leonard Stein, London 1963; dt. als Vorschule des Kontrapunkts, hrsg. von Leonard Stein und Friedrich Saathen, Wien 1977.
- Fundamentals of Musical Composition [1937–1948], hrsg. von Gerald Strang und Leonard Stein, London 1967; dt. als Grundlagen der musikalischen Komposition, übers. von Rudolf Kolisch und hrsg. von Rudolf Stephan, Wien 1979.
- Structural Functions of Harmony [1948], London 1954 (Digitalisat der Second (revised) edition 1969), dt. als Die formbildenden Tendenzen der Harmonie, hrsg. von Erwin Stein, Mainz 1954.

### Essays und Aufsätze
Stil und Gedanke. Aufsätze zur Musik [1909–1950]. Gesammelte Schriften 1. [mehr nicht erschienen], Ü: Gudrun Budde, Hg: Ivan Vojtech. (Frankfurt 1976).
– Bislang umfangreichste Schriftensammlung in deutscher Sprache. Teil I entspricht der von Schönberg selbst vorbereiteten Essay-Sammlung Style and Idea (New York 1950).
I. Stil und Gedanke.
- Das Verhältnis zum Text. 1912.[31]
- Mahler. 1912.
- Neue Musik, veraltete Musik, Stil und Gedanke. 1930/45.
- Brahms, der Fortschrittliche. 1933/47.
- Komposition mit zwölf Tönen. 1935.
- Ein gefährliches Spiel. 1944.
- Schulung des Ohrs durch Komponieren. 1939.
- Herz und Hirn in der Musik. 1946.
- Kriterien für die Bewertung von Musik. 1946.
- Symphonien aus Volksliedern. 1947.
- Menschenrechte. 1947.
- On revient toujours. 1948. (Über Tonalität)
- Der Segen der Sauce. 1948. (Über Nadia Boulanger)
- Das ist meine Schuld. 1949.
- Zu den Kais. 1949.

II. Aufsätze zur Musik.
- Ein Interview. 1909.
- Über Musikkritik. 1909.
- Probleme des Kunstunterrichts. 1910.
- Franz Liszts Werk und Wesen. 1911.
- Parsifal und Urheberrecht. 1912.
- Die Vereinfachte Studier- und Dirigier-Partitur. 1917. (Über die Notation des op.22).
- Seminar für Komposition. 1917.
- Musik. 1919.
- Gewißheit. 1919.
- Der moderne Klavierauszug. 1923.
- Die Zukunft der Orchesterinstrumente. 1924.
- Zu einigen Punkten der Frage, ob man Kammermusik dirigieren soll. 1924.
- Eine neue Zwölfton-Schrift. 1924.
- Tonalität und Gliederung. 1925.
- Gesinnung oder Erkenntnis. 1925.
- Mechanische Musikinstrumente. 1926.
- Probleme der Harmonie. 1927.
- Die glückliche Hand. 1928.
- Interview mit mir selbst. 1928.
- Zur Frage des modernen Kompositionsunterricht. 1929.
- Mein Publikum. 1930.
- Nationale Musik. 1931.
- Vortrag über op.31. 1931.
- Diskussion im Berliner Rundfunk. 1931.
- Zur Kompositionslehre. 1931.
- Analyse der 4 Orchesterlieder op. 22. 1932.
- Die erste amerikanische Rundfunksendung. 1933.
- Why no great American Music. 1934.
- Einige objektive Gründe. 1934.
- Faschismus ist kein Exportartikel. 1935.
- Sieben kurze Vorträge.
  - Rundfunksendung USC. 1934.
  - Was haben die Leute von Musik zu erwarten? 1935.
  - Ins Paradies vertrieben. 1934.
  - Erziehung zur zeitgenössischen Musik. 1938.
  - Die jüdische Situation. 1933.
  - Wir jungen jüdischen Künstler. 1935.
  - Erfolg und Wert. 1935.
- Wie man einsam wird. 1937.
- Wie kann ein Musikstudent seinen Lebensunterhalt verdienen? 1939.
- Kunst und Film. 1940.
- Unterstützt den Kleinmeister. 1940.
- Einige Probleme für den Erzieher. 1944.
- Komposition mit zwölf Tönen. 1935.
- Zeitwende. 1948.
- Selbstanalyse (Reife). 1948.
- Urheberrecht. Copyright. Erklärung. Ein Brief. 1949.
- Zu dem Rundgespräch in San Francisco über moderne Kunst. 1949.
- Rückblick. 1949.
- Bemerkungen zu den vier Streichquartetten. 1949.
- Analyse von „Pelleas und Melisande“. 1949.
- Analyse der Kammersymphonie. 1949.
- Aufgabe des Lehrers. 1950.
- J. S. Bach. 1950.
- Programm-Anmerkungen zu „Verklärte Nacht“. 1950.

### Briefe
- Briefe. Hrsg. Erwin Stein. Mainz 1958.
- Der Briefwechsel zwischen Arnold Schönberg und dem Verlag C. F. Peters. Hrsg. Eberhardt Klemm. In: Deutsches Jahrbuch der Musikwissenschaft, Jg. 15 (1971), S. 5–66.
- Arnold Schönberg – Wassily Kandinsky: Briefe, Bilder und Dokumente einer außergewöhnlichen Begegnung. Hrsg. J. Hahl-Koch. Salzburg 1980.
- Arnold Schoenberg Correspondence: a Collection of Translated and Annotated Letters Exchanged with Guido Adler, Pablo Casals, Emanuel Feuermann and Olin Downes. Hrsg. E. M. Ennulat. Metuchen NJ 1991.
- Briefwechsel der Wiener Schule, Bd. 1: Alexander Zemlinsky – Briefwechsel mit Arnold Schönberg, Anton Webern, Alban Berg und Franz Schreker. Hrsg. Horst Weber. Darmstadt 1995.
- Briefwechsel der Wiener Schule, Bd. 3: Briefwechsel Arnold Schönberg – Alban Berg, Hrsg. Thomas Ertelt, 2 Bände. Mainz 2006.

### Originalton
- Dear Miss Silvers. Originaltonaufnahmen 1931–1951. Hrsg. Klaus Sander. supposé, Berlin 2007, ISBN 978-3-932513-74-9.

### Sonstiges
- Kindergeschichten, wie Die Prinzessin und Afrika, die Schönberg als Sprecher auch auf Tonträger aufnahm und die seit 1999 als Hörbuch vorliegen.[32]

## Ausstellungen, Archive
Das Arnold Schönberg Center, im Palais Fanto am Schwarzenbergplatz in Wien, ist seit 1998 Ort von Schönbergs Nachlass. Trägerorganisation des ASC ist die Arnold Schönberg Center Privatstiftung, die gemeinsam von der Stadt Wien und der Internationalen Schönberg-Gesellschaft errichtet wurde.
Ein Archiv der Werke Arnold Schönberg in den USA mit vielen Originalen führt der Belmont-Musikverlag, Los Angeles, ein weiteres die Library of Congress.
Ausstellungen:
- 1996: Arnold Schönberg – Blicke, Städtische Galerie im Lenbachhaus und Kunstbau, München[33]

Dauerausstellung:
- Mödling, Niederösterreich: In Schönbergs Mödlinger Wohnhaus, zwischen 1918 und 1925 von ihm bewohnt, wird sein Wirken in dieser Zeit vom Arnold Schönberg Center dokumentiert und dargestellt.